# Зорань
Зорань, Зорані (рум. Zorani) — село у повіті Тіміш в Румунії. Входить до складу комуни Марджина.
Село розташоване на відстані 339 км на північний захід від Бухареста, 82 км на схід від Тімішоари, 142 км на південний захід від Клуж-Напоки.

## Населення
За даними перепису населення 2002 року у селі проживали 107 осіб.
Національний склад населення села:
| Національність | Кількість осіб | Відсоток |
| -------------- | -------------- | -------- |
| румуни         | 98             | 91,6%    |
| українці       | 8              | 7,5%     |

Рідною мовою назвали:
| Мова       | Кількість осіб | Відсоток |
| ---------- | -------------- | -------- |
| румунська  | 98             | 91,6%    |
| українська | 8              | 7,5%     |